# Авхения
Авхения или Пинция (на латински: Auchenia; Pincia) е римска благородничка от Древен Рим през 4 век.

## Биография
Произлиза от фамилията Авхении, която се сродява с род Аниции.
Омъжва се за Амний Маний Цезоний Никомах Аниций Павлин, син на Амний Аниций Юлиан (консул 322 г.) и на Цезония Манилия, дъщеря на Луций Цезоний Овиний Руфин Манилий Бас. Съпругът ѝ е консул през 334 г. и praefectus urbi на Рим 334 – 335 г. Двамата имат син Аниций Авхений Бас (praefectus urbi 382 г.), който се жени за Турения Хонората и е баща на Аниций Авхений Бас, който става консул през 408 г. и баща на Аниций Авхений Бас (консул 431 г.) и на Тирания Аниция Юлиана.